# Orquesta de Baja California
La Orquesta de Baja California (abreviado como OBC) es una de las orquestas sinfónicas más prestigiosas y sólitas instituciones artísticas del noroeste de México. Actualmente su director titular es Armando Pesqueira. La actual sede de la orquesta es el Centro de las Artes Musicales (CAM), en Tijuana, Baja California. Las diversas giras de la OBC la han llevado a recorrer escenarios en México y en Estados Unidos.
Es reconocida como un ensamble de solistas que dominan desde música del barroco hasta géneros populares de nuestros tiempos, en diversas combinaciones y estilos que van de la música de cámara hasta composiciones sinfónicas. En su repertorio, resulta relevante el trabajo de compositores hispanoamericanos, así como de música contemporánea de diversas regiones expresamente compuesta para este ensamble de virtuosos.

## Historia
La Orquesta de Baja California fue fundada en 1990 por los maestros Juan Echevarría y Eduardo García Barrios. En 1992, el Centro Cultural Tijuana (CECUT) se convierte en su sede oficial, comenzando presentaciones en la Sala de Espectáculos del recinto.  
En 2001, la OBC fue nominada a un Grammy Latino en la categoría de "Mejor Álbum Clásico" con el disco "Tango Kills Danzon Kills Tango", concierto transmitido internacionalmente desde el desierto de la Laguna Salada.
El 21 de abril de 2004 el "Embajador Cultural del Estado de Baja California" designó a la Orquesta en sesión del Congreso del Estado, y el 6 de octubre de ese mismo año ofreció el concierto inaugural de la XXXII Edición del Festival Internacional Cervantino en el Teatro Juárez de la ciudad de Guanajuato. En abril de 2005, realizó una gira bajo la dirección del maestro Romero con el músico estadounidense Sean Bradley y algunos otros músicos de orquesta estadounidenses para actuar en Alice Tully Hall en el Lincoln Center en Nueva York.
A mediados de 2006, el Maestro Romero dejó la dirección musical de la OBC, y fue sucedido por el Maestro Iván del Prado, quien también fue director musical de la Orquesta Sinfónica Nacional de Cuba. Los músicos de la orquesta son principalmente de América Latina, pero también hay varios miembros regulares de la orquesta del antiguo bloque soviético, así como músicos adicionales, cuando es necesario, de los EE. UU. 
Las diversas giras de la OBC la han llevado a presentarse en muchos escenarios de México y Estados Unidos. Algunos de estos espacios son importantes teatros como el Lincoln Center de Nueva York, la Sala Nezahualcóyotl y el Palacio de Bellas Artes, en Ciudad de México.
Dentro de sus producciones ha compartido escenario con grandes artistas de otros géneros musicales como: Nortec, Bostich & Fussible (2010), Jesusa Rodríguez (2011), Regina Orozco (2012), Mariachi Vargas de Tecatitlán (2015) y Celso Piña. (2015, 2016 y 2017).
En 2012 se inaugura el Centro de las Artes Musicales, en la 3.ª Etapa del Río, en Tijuana, convirtiéndose en su sede actual y además, en un espacio para ofrecer educación musical al público en general.
Después de veinticinco años de existencia, por primera vez un tijuanense dirige la OBC; en julio de 2016, el Maestro Armando Pesqueira fue designado como director artístico y musical de la Orquesta de Baja California. En septiembre de 2017, la OBC ofreció dos conciertos, en el Gran Teatro Nacional y el Convento de Santo Domingo en Lima, Perú como evento central de la Embajada de México en Perú.

## Integrantes
A enero de 2023, estos son los integrantes de la Orquesta de Baja California:
| Nombre              | Instrumento | País de origen |
| ------------------- | ----------- | -------------- |
| Armando Pesqueira   | Dirección   | México         |
| Tamara Petrosya     | Concertino  | Rusia          |
| Nonna Alakhverdova  | Violín 1    | Armenia        |
| Apolo Pachinski     | Violín 1    | Ucrania        |
| Valeria Arista      | Violín 2    | México         |
| Ara Ghukasyan       | Viola       | Armenia        |
| Omar Firestone      | Violonchelo | Estados Unidos |
| Jenia Kobylyanska   | Violonchelo | Ucrania        |
| Oscar Miramontes    | Violonchelo | México         |
| Andrés Martín       | Contrabajo  |                |
| Emiliano López G.   | Clarinete 1 | México         |
| Alexander Gourevitc | Clarinete 2 |                |
| Dante Bazúa         | Oboe        | México         |
| Pavlo Getman        | Fagot       |                |
| Oxana Bulgakova     | Piano       | Ucrania        |
| Jorge Peña          | Percusiones |                |